# Apeadero Berretta
Berretta es una estación ferroviaria ubicada en el paraje rural del mismo nombre en el Departamento Iriondo, Provincia de Santa Fe, Argentina.

## Servicios
La estación corresponde al Ferrocarril General Bartolomé Mitre de la red ferroviaria argentina. Hoy está concesionada a la empresa Nuevo Central Argentino (NCA).
No presta servicios de pasajeros ni de cargas, sus vías se encuentran en estado de abandono.
La estación fue restaurada a mediados de 2019